# Just Kids
Brasil: Só Garotos / Portugal: Apenas Miúdos é o primeiro livro de memórias escrito por Patti Smith, influente cantora punk, sobre seu relacionamento com Robert Mapplethorpe. Vencedor do National Book Award em 2010 na categoria de não-ficção, o livro desde o seu lançamento vem recebendo críticas positivas. No Brasil, o livro foi lançado em 2010 pela Companhia das Letras.

## Enredo
Prestes a morrer, Robert Mapplethorpe pediu para que Patti Smith escrevesse um livro sobre a relação dos dois. A partir dessa promessa, surgiu o Só Garotos. Neste livro de memórias, Patti Smith relata desde o seu nascimento em 1946, até à morte de Robert em 1989 devido à AIDS. Tendo como foco principal a sua amizade com Robert, Patti relata nas primeiras páginas a sua infância difícil em Chicago e de como sua vontade por liberdade fez com que se mudasse para Nova York na primavera de 1967. Essa mudança fez com que a vida de Patti se transformasse bruscamente ocasionando um dos momentos mais difíceis de sua vida, no qual teve que dormir na rua. Em meio a tanta dificuldade, Patti conhece Robert e o encontro entre os dois faz a vida tanto de Patti quanto de Robert mudar e é a partir desse acontecimento que o leitor imerge na vida de ambos e na caótica Nova York dos anos 60.

## Representação histórica da mulher
Patti Smith cresceu numa época onde as mulheres tinham papéis bem definidos: ser bonita, bem-educada, cuidar da casa e das crianças. Ao início da sua adolescência a imagem que tinha do "feminino" fez com que não quisesse crescer. Para ela, ser mulher significava “ o perfume intenso e o batom vermelho”  e fazer “tarefas femininas”, coisas bem longe da sua percepção sobre si mesma e do que queria ser. Só com a leitura de Mulherzinhas, de Louisa May Alcott, passou a aceitar-se como mulher. Podemos ver também que quando ela ficou gravida em 1966 ainda havia uma certa desinformação na época sobre a pílula que já era legalizada desde 1960, mas ainda não estava difundida.  Devido ser mãe solteira, sua gravidez revelou-se complicada, fazendo com que mudasse de cidade por causa de vizinhos mal-intencionados considerando-a como criminosa por ser gravida e solteira. Outra ideia exposta no livro é de que a mulher ser do lar era a norma. Ela explica que seu pai tinha medo que ela não achasse um marido porque não era bonita e queria que ela se tornasse professora para a sua segurança. Porque nessa época se uma mulher tinha um marido não precisava trabalhar e mesmo quando ela queria trabalhar não era muito aceito. A relação da profissão de professora ser ligada com o feminino é estudada por Lia Faria em seu livro Ideologia e Utopia nos anos 60: Um Olhar Feminino na qual explica que ser professora era a profissão escolhida pelas mulheres devido à ligação da mulher como base para educação e era menos remunerado porque, devido as mulheres terem um marido,  não precisavam de uma quantia justa de dinheiro. Em meio a tantas inseguranças como mulher, partir para Nova York numa atmosfera de mudanças permitiu Patti Smith ter a liberdade de ser quem queria ser sem se preocupar com o que a sociedade esperava dela.

## Contexto Histórico
Como um livro de não-ficção, Só Garotos apresenta um panorama histórico rico sobre a sociedade dos anos 60. Em diversos momentos Patti Smith menciona situações pela quais passou e que representam os costumes da época, como quando enfermeiras a tratam rudemente durante o seu parto devido a ser mãe solteira, caracterizando os conceitos morais e religiosos que regiam a sociedade na época. Além deste episódio, Smith fala sobre a Pílula (que foi legalizada em 1960) quando relata sua gravidez na adolescência e de como era difícil obtê-la. Comenta sobre chegada do homem a Lua e de como ela mexeu com a sociedade. Faz comentários sobre Woodstock e de como ele movimentou a cidade de Nova York e o círculo artístico. Menciona o assassinato de Sharon Tate e de como não gostava da arte de Andy Warhol, um dos maiores artistas da época. Patti também descreve singelamente sobre como era ser adolescente nos anos 60 ao contar sua paixão por Bob Dylan, The Beatles e os Rolling Stones. A contextualização histórica do livro o torna um bom instrumento para estudo e compreensão dos anos 60, como ressaltou Edmund White na resenha do livro para o The Guardian.[carece de fontes?]